# وی‌وی فرناندز
ویوین مورِیرا فِرناندز (به انگلیسی: Viviane Moreira Fernandes؛ زادهٔ ۲۹ سپتامبر ۱۹۷۷) که با نام وی‌وی فرناندز شناخته می‌شود، بازیگر، مدل و رقاص اهل برزیل است.